# Jean-Baptiste Victor Vifquain
Jean-Baptiste Victor Vifquain (20 mei 1836 – 7 januari 1904) was een in België geboren veteraan van de Amerikaanse Burgeroorlog en de Spaans-Amerikaanse Oorlog. Hij werd onderscheiden met de Medal of Honor voor het veroveren van een vlag van de Geconfedereerde Staten van Amerika tijdens de Slag om Fort Blakely. Na de burgeroorlog werd Vifquain aangewezen als consul van de Verenigde Staten voor Colombia en werd hij opgenomen in de Orde van de Dubbele Draak voor het geven van hulp aan Chinese burgers.

## Jeugd
Vifquain werd geboren als Jean-Baptiste Victor Devuyst in Sint-Joost-ten-Node, België op 20 mei 1836. Zijn ouders waren niet getrouwd op het moment van zijn geboorte, en hij werd erkend door zijn vader in 1845.
Zijn vader, Jean-Baptiste Joseph Vifquain, was een ingenieur onder Napoleon tijdens de Napoleontische oorlogen.
Vifquain ontving zijn militaire training op de Koninklijke Militaire School in Brussel, en diende een jaar in het Belgisch leger.
In 1857 emigreerde hij naar de Verenigde Staten van Amerika en ging in Saline County (Nebraska) wonen.

## Burgeroorlog
Tijdens de uitbraak van de burgeroorlog in 1861 voegde Vifquain zich bij de Drie-en-vijftigste Infanterie van New York, zodat hij niet hoefde te wachten tot er een eenheid in Nebraska werd opgericht. De infanterie-eenheid werd ontmanteld voor het mee kon doen met de gevechtshandelingen. Na de ontmanteling sloop Vifquain met drie collega's Richmond binnen, in een mislukte poging om president van de Confederatie Jefferson Davis te kidnappen. In 1862 stelde de gouverneur van Illinois Vifquain aan als adjudant van het  97e regiment van Illinois.

### Slag om Fort Blakely
Vifquain leidde het 97e regiment van Illinois tijdens de Slag om Fort Blakely. Op 9 april 1865 leidde hij een aanval en sprong op de borstwering van het geconfedereerde fort. Hij lag onder zwaar vuur vanuit de confederatie-troepen zonder ernstige verwondingen op te lopen, en beval vervolgens een charge door zijn eenheid. Tijdens het opvolgende gevecht gebruikte Vifquain zijn zwaard om de val die de confederatievlag omhooghield, door te snijden, terwijl de vlaggendrager van het 97e er de unievlag voor in de plaats hing. De vlaggendrager werd onmiddellijk daarna gedood door vuur vanuit de confederatietroepen. Vifquain werd verborgen door de vallende confederatievlag, waardoor hij geen doelwit werd. Hij overleefde de slag en kreeg de Medal of Honor uitgereikt.
Tegen het einde van de burgeroorlog probeerde Vifquain nogmaals Davis te vangen. Hij ving nabij Selma (Alabama) een trein op waarvan hij dacht dat Davis hier in zat. Dat was niet het geval, maar Vifquain wist drieduizend stuks vee en tweeduizend paarden uit de trein te veroveren. Vifquain bereikte uiteindelijk de rang van brevet-brigadegeneraal, voor hij in oktober 1865 afzwaaide.

## Later leven
Na de burgeroorlog probeerde Vifquain een zetel in het Congres te veroveren, maar hij werd niet verkozen. Hij woonde ook de Grondwetsconventie van Nebraska bij.
Hij richtte de Daily State Democrat op in 1879, en werd in 1886 aangewezen als consul van de Verenigde Staten in Colombia door president  Grover Cleveland. 
Later zou hij verschillende diplomatieke posten in Panama leiden. Gedurende zijn verblijf in Panama hielp hij meerdere Chinese burgers bij het consulaat van de Verenigde staten. Als gevolg hiervan nam de Keizer van China hem op in de Orde van de Dubbele Draak.. In 1891 werd hij aangewezen als adjudant generaal van zijn thuisstaat Nebraska.
Vifquain keerde terug in actieve dienst tijdens de Spaans-Amerikaanse Oorlog. Hij diende als commandant van het 3e infanterieregiment van Nebraska, nadat kolonel William Jennings Bryan zijn ontslag had ingediend. Zijn regiment verbleef na de oorlog in Cuba om te helpen met de bezetting van het eiland.
Vifquain stierf in 1904 in zijn huis in Lincoln. Tegen het eind van zijn leven schreef hij zijn memoires, die bijna een eeuw na zijn dood gepubliceerd werden.